# Maria Marinela Mazilu
Maria Marinela Mazilu (Râmnicu Vâlcea, 12 april 1991) is een Roemeens voormalig skeletonster. Ze vertegenwoordigde haar vaderland op de Olympische Winterspelen 2010 en de Olympische Winterspelen 2014.

## Carrière
In 2010 kon Mazilu zich een eerste keer kwalificeren voor de Olympische Winterspelen. Ze eindigde op de 19e plaats.
Mazilu maakte haar wereldbekerdebuut in Igls op 2 december 2011. Ze stond nog nooit op het podium van een wereldbekerwedstrijd. In 2014 nam Mazilu deel aan de Olympische Winterspelen 2014 waar ze op de 20e plaats eindigde.

## Resultaten
| Jaar | Plaats      | Resultaat |
| ---- | ----------- | --------- |
| 2010 | Vancouver   | 19e       |
| 2014 | Sotsji      | 20e       |
| 2018 | Pyeongchang | 18e       |

| Jaar | Plaats       | Resultaat               |
| ---- | ------------ | ----------------------- |
| 2011 | Königssee    | 26e 15e Landenwedstrijd |
| 2012 | Lake Placid  | 24e                     |
| 2013 | Sankt Moritz | 20e 12e Landenwedstrijd |
| 2015 | Winterberg   | 20e 9e Landenwedstrijd  |
| 2017 | Königssee    | 25e 12e Landenwedstrijd |

### Wereldbeker
| \| Seizoen \| Rang \| \| --------- \| ---- \| \| 2011/2012 \| 25e \| \| 2012/2013 \| 26e \| \| 2013/2014 \| 26e \| \| 2014/2015 \| 20e \| \| 2015/2016 \| 26e \| \| 2016/2017 \| / \| \| 2017/2018 \| - \| |      |
| Seizoen | Rang |
| 2011/2012 | 25e  |
| 2012/2013 | 26e  |
| 2013/2014 | 26e  |
| 2014/2015 | 20e  |
| 2015/2016 | 26e  |
| 2016/2017 | /    |
| 2017/2018 | -    |